# كلديرا سانتوريني
كلديرا  سانتوريني هي كلديرا  كبيرة تقع في جنوب بحر إيجة، على بعد 120 كيلومتر إلى الشمال من جزيرة كريت في اليونان، تتكون من سانتوريني (أكا ثيرا) وهي الجزيرة الرئيسية، وتيريزيا وأسبرونسي على الحافة الخارجية، وجزر كاميني في المنتصف.